# The Beast Must Die (film)
The Beast Must Die este un film de groază britanic din 1974, regizat de Paul Annett, în care joacă actorii Anton Diffring, Calvin Lockhart și Peter Cushing.

## Distribuție
- Anton Diffring - Pavel
- Calvin Lockhart - Tom
- Charles Gray - Bennington
- Ciaran Madden - Davina
- Marlene Clark - Caroline
- Michael Gambon - Jan
- Peter Cushing - Professor Lundgren
- Tom Chadbon - Paul